# ANAグループ
ANAグループ（エーエヌエーグループ、英: ANA Group）は、純粋持株会社であるANAホールディングス株式会社、およびその傘下で日本の大手航空会社である全日本空輸株式会社（ANA）などによって構成される企業グループである。
グループ内にはANAを中核にした航空会社、空港運営会社などの航空事業会社以外にも、総合商社、不動産会社、物流会社、IT企業などがあげられ、2025年3月31日現在で連結子会社全57社、持分法適用子会社・関連会社全13社、非連結子会社全84社、持分法非適用関連会社全23社から構成される。グループ行動指針は「あんしん、あったか、あかるく元気!」。

## 主なグループ会社一覧

### 持株会社
- ANAホールディングス（ANAHD）

### 航空運送
- 全日本空輸（ANA）
- ANAウイングス（AKX）
- エアージャパン（AJX）
- Peach Aviation（APJ）（LCC）
- 日本貨物航空（NCA) - 2005年に日本郵船へ株式譲渡したが、2025年8月に再取得[6]

### 空港地上支援業務
- ANA新千歳空港
- ANAエアサービス福島
- ANAエアポートサービス
- ANA成田エアポートサービス
- ANA中部空港
- ANA大阪空港
- ANA関西空港
- ANAエアサービス松山
- ANA福岡空港
- ANAエアサービス佐賀
- ANA沖縄空港

### 航空機整備
- ANAベースメンテナンステクニクス
- ANAラインメンテナンステクニクス
- ANAコンポーネントテクニクス
- ANAエンジンテクニクス
- ANAエアロサプライシステム

### 車両整備
- 全日空モーターサービス
- 千歳空港モーターサービス

### 貨物・物流
- ANA Cargo
- OCS（旧：海外新聞普及）
- インターナショナル・カーゴ・サービス

### 商社・商業
- 全日空商事
- ANAフーズ
- エー・スイーツ・ハウス
- ANA FESTA
- 武蔵の杜カントリークラブ
- 全日空商事デューティーフリー
- 米国全日空商事
- 藤二誠

### IT
- ANAシステムズ
- インフィニ トラベル インフォメーション
- avatarin
- ANA NEO

### 人材・ビジネスサポート
- ANAビジネスソリューション
- ANAウィングフェローズ・ヴイ王子
- Strategic Partner Investment

### 不動産・ビルメンテナンス
- ANAファシリティーズ
- ANAスカイビルサービス

### セールス&マーケティング
- ANAあきんど（2021年に「ANAセールス」から社名変更）
- ANA X

### コンタクトセンター
- ANAテレマート

### フライトケータリング
- ANAケータリングサービス

### 調査研究・シンクタンク
- ANA総合研究所

### 航空機操縦士養成
- panda Flight Academy
- Pan Am Holdings - 元パンアメリカン航空関連会社[7]
  - パンナム・インターナショナル・フライト・アカデミー（英語版）

### ホテル事業
- IHG・ANA・ホテルズグループジャパン合同会社 - 持分法適用会社

### 過去のグループ企業

#### 航空運送
- エアーニッポン  (ANK)
- エアー北海道  (ADK)
- ワールドエアネットワーク
- 中日本エアラインサービス (NAL)
- ANA&JPエクスプレス
- エアーニッポンネットワーク  (A-net)
- エアーセントラル
- エアーネクスト
- オールニッポンヘリコプター - 2017年現在は名鉄グループ
- バニラ・エア
- エアアジア・ジャパン
- International Flight Training Academy (IFTA)

#### その他
- 全日空スポーツ - 全日空横浜サッカークラブ→横浜フリューゲルスの運営会社
- 全日空整備
- ANAエアサービス東京 [注 1]
- ANA SKYPAL (エーエヌエースカイパル)[注 2]
- 福岡エア・サービス(FAS)
- 新東京空港事業(NPS)
- ANAエンジニアリングサービス
- 札幌エア・サービス(SAS)
- 千歳エアロサービス
- 国際空港事業
- ANAグランドサービス
- ANAエアポートサービス(APS)[注 3]
- 新関西エアポートサービス(NKAS)
- 大阪空港事業 (OAS)
- ANAコミュニケーションズ(ACC)
- 全日空システム企画
- 誠和サービス
- 関西インフライトケータリング(KIC)
- 全日空整備
- ANAテクノアビエーション株式会社
- ANAエアフレームテクニクス
- ANAトレーニング&エドケーションセンター(ANA TEC)
- イースタンエアポートモータース - 1999年にイースタンモータースより取得し、2011年にANAの岡山地区総代理店である両備ホールディングス傘下へ、さらに2021年に両備ホールディングスから東京の日本交通に譲渡

## ブランド

### 航空運送
- AirJapan - エアージャパンによる中距離国際線の運航ブランド[8]

## CM
- きたえた翼は、強い。 - 企業CMのキャッチコピーで、ANAの心からのメッセージとして知られる[9][10]。

## 不祥事
2024年4月10日、ANAあきんどから兵庫県姫路市に出向していた50代の男性職員が、勤務中に飲酒を繰り返していたことが判明した。1日2～3回、市役所近くのコンビニで缶チューハイなどを買い、店外の物陰で飲んでいた。同社は9日付で男性の出向を打ち切った。男性は新型コロナウイルス禍に伴う人事交流で市政策局の課長級として勤務し、地方創生の関連業務を担当していた。外部から通報があり、市人事課の担当者が確認した。男性は市の調査に「孤独感があり、やめられなかった」と謝罪したという。